# Dušan Mlacović

## Življenje in delo
Po opravljeni Srednji pedagoški šoli v Celju in odsluženem vojaškem roku je leta 1986 začel študij na Filozofski fakulteti Univerze v Ljubljani, smer Zgodovina in smer Filozofija. Diplomiral je leta 1992 in za svojo diplomsko nalogo iz zgodovine je prejel Prešernovo nagrado za študente. Med leti 1994 in 1999 je bil zaposlen kot Mladi raziskovalec na Oddelku za zgodovino. Leta 1997 je zaključil magisterij, leta 2006 pa je postal doktor zgodovine z disertacijo Rabsko plemstvo v poznem srednjem veku.
Med leti 2001 in 2003 je bil vodja oddelka za gospodarske dejavnosti v Rogaški Slatini. V letih 2003-05 je bil raziskovalec in vodja projektov pri ZRS Bistra Ptuj. Leta 2006 se je zaposlil na Oddelku za zgodovino Filozofske fakultete Univerze v Ljubljani kot asistent, od leta 2008 pa kot docent. Ukvarja se predvsem z srednjeveško zgodovino jadranskega prostora ter z vprašanji interakcije urbane materialne kulturne dediščine in razvoja. Med leti 1993-94 je vodil projekt ohranjanja spisov rabskih notarjev Nicolausa iz Bologne ter Nicolausa iz Curtarola v sodelovanju z Državnim arhivom Hrvaške. Med leti 1993-2000 je v sodelovanju z Zgodovinskim arhivom Celje vodil urejanje arhiva Zdravilišča Rogaška Slatina. Leta 2007 je začel sodelovati v projektu "Stari Bar" z Oddelkom za zgodovino starejših obdobij in Bližnjega vzhoda beneške univerze Ca' Foscari. Leta 2008 je postal namestnik odgovornega urednika Zgodovinskega časopisa.

## Izbrana bibliografija
- Popisi rapskih vijećnika iz 1372. i 1388. godine. V: Historijski zbornik 44 (1991), str. 155-162
- The world of Dominchiellus Meçigna: the Testators, the Commune and Family on the Island of Rab in the 2nd Half of the 14th Century. V: Otium 3 (1995), št. 1/2, str. 85-106
- Slika svete Katarine. V: Otium 4 (1996), št. 1/2, str. 31-34
- Supetarska draga na Rabu v srednjem veku. V: Raukarov zbornik. Zagreb 2005, str. 513-536
- Plemenitost in otok: padec in vzpon rabskega plemstva. Zagreb 2008. 327 str. (Biblioteka Monografije iz hrvatske povijesti)